# Uğur Yıldırım
Uğur Yildirim (født 18. maj 1982 i Apeldoorn, Holland) er en hollandsk fodboldspiller med tyrkiske forældre.
Yildirim spiller på højre-angreb positionen og hos sin tidligere klub, Go Ahead Eagles har han prøvet at score 6 mål i en kamp. Yildirims første klub var Brink & Orden (B&O) i det vestlige Apeldoorn. Den 31. december 2004 blev han i Marbella kåret som verdens bedste frisparksskytte i en konkurrence, hvori også Zinedine Zidane var nomineret.
Efter at han 22. januar 2005 besluttede sig for at spille for det hollandske landshold (han kunne vælge mellem Holland og Tyrkiet), har han indtil videre kun spillet en landskamp, nemlig kampen 9. februar samme år i og imod England. I den 64 minut blev han skiftet ind i stedet for Romeo Castelen, som i øvrigt spiller for Feyenoord. Kampen endte 0-0.